# 中妻 (上尾市)
中妻（なかづま）は、埼玉県上尾市の町名。現行行政地名は中妻一丁目〜五丁目、および大字中妻。住居表示未実施地区。郵便番号は362-0072。
市の統計などでは大石地区で分類されている。

## 地理
埼玉県の県央地域で、上尾市北部の大宮台地上に位置する。町域の東側を原新町、南側を浅間台、西側を泉台、北側を井戸木や桶川市朝日と隣接する。
町域の西端を鴨川が流れ、上流からふれあい橋、菜の花橋、あすなろ橋、鴨川橋が架かる。町域の東端付近を高崎線、中央部を都市計画道路の西宮下中妻線（並木通り）や富士見ヶ丘中妻線（浅間通り）が南北に通り、町域の南部を上尾環状線（BS通り）が東西に通る。
全域が市街化区域で主に第一種低層住居専用地域（一部主要な通り沿いは第一種中高層住居専用地域や第二種住居地域、ブリヂストンサイクル周辺は工業地域、駅前周辺は第二種中高層住居専用地域）に指定され、全体的には主に住宅地が広がっているが、一部生産緑地地区として耕作地も見られる。かつては大半が耕作地と雑木林であった。
大字中妻は相次ぐ区画整理事業による地番整理によりほぼ消滅し、残部が上尾環状線と高崎線が交差する久保踏切付近に僅かに存在する。
地内に集落跡である中妻三丁目遺跡（県遺跡番号：14-308）があり、土器片も発掘されている。

### 地価
住宅地の地価は、2018年（平成30年）の公示地価によれば、中妻四丁目22-24の地点で11万4000円/m2となっている。

## 歴史
もとは江戸期より存在した武蔵国足立郡大谷領に属する中妻村であった。古くは近世初頭頃は上村（のちの沖之上村）のうちにあったと思われるが、元禄期以前に分村して成立した。飛地が沖ノ上村と久保村の間および井戸木村のうちに存在した。村高は『元禄郷帳』によると160石余。および『天保郷帳』によると168石余であった。村の規模はおよそ東西12町、南北13町余で、化政期の戸数は20軒余であった。
地名については諸説あり、「中つ間」、もしくは「ナカツマ」のマはアイヌ語で沼を意味し、「鴨川の谷が浅くなった沼」を意味するものではないかと思われている。
1875年（明治8年）の農業産物高は『武蔵国郡村誌』によると米12.6石、大麦102石、小麦18石、大豆6石、小豆3.6石、菜種2.1石であった。また、中妻は甘藷（さつまいも）の一大産地であった。昭和30年代にかけて出荷された中妻産の芋は築地や神田などの各市場で好評で、桶川の商人を通じて芋や苗を青森県などにも広く出荷していた。
- はじめは旗本西尾氏の知行地（後に慶長7年立藩して原市藩となる）[11]。
- 1618年（元和4年）より西尾氏の移封により上知され幕府領となる[11]。寛永年間（1624年〜1645年）より旗本柴田氏の知行地となる[10][注釈 2]。なお検地は1661年（寛文元年）に実施[12]。また、新田を領し、その検地は1749年（寛延2年）に実施[12]。
- 1698年（元禄11年）[10][15]より上知され、再び幕府領となる。
- 幕末の時点では足立郡中妻村であった。明治初年の『旧高旧領取調帳』の記載によると、代官大竹左馬太郎支配所が管轄する幕府領であった[10][16][17]。
- 1868年（慶応4年）6月19日 - 旧幕府領が武蔵知県事・山田政則（忍藩士）の管轄となる。
- 1869年（明治2年） 
  - 1月13日 - 武蔵知県事・宮原忠英の管轄区域に大宮県を設置、同県の管轄となる。県庁は東京府馬喰町に置かれる。
  - 9月29日 - 県庁が浦和に置かれ浦和県に改称。
- 1871年（明治4年）11月13日 - 第1次府県統合により埼玉県の管轄となる。
- 1872年（明治5年）
- 1872年（明治5年）
  - 3月 - 大区小区制施行により第19区に属す[18][19]。
  - 11月7日 - 1593年（文禄元年）創建[10]の宝蔵寺（新義真言宗、日乗院末）が廃寺となる。阿弥陀堂のみ現存する[20]。
- 1879年（明治12年）3月17日 - 郡区町村編制法により成立した北足立郡に属す。郡役所は浦和宿に設置。
- 1883年（明治16年）7月28日 ‐ 地内に日本鉄道の第1期線（現JR東日本高崎線上野 - 熊谷間）が開業する。駅はなし。
- 1884年（明治17年）7月14日 - 連合戸長役場制により成立した小泉村連合に属す。連合戸長役場は小泉村に設置[21]。
- 1889年（明治22年）4月1日 - 町村制施行に伴い、中妻村を含む区域をもって大石村が成立。中妻村は大石村の大字中妻となる[10]。
- 1955年（昭和30年）1月1日 - 町村合併促進法の施行に伴い、大石村が上尾町・平方町・原市町・上平村・大谷村と合併して新たな上尾町が発足[22]。上尾町の大字となる。
- 1958年（昭和33年）7月15日 - 上尾町が市制施行され[22]、上尾市の大字となる。
- 1960年（昭和35年）1月 - 旧上尾町の工場誘致条例により、地内にブリヂストンサイクル工業（現ブリヂストンサイクル）上尾工場が設立され、操業を一部開始する（全面操業は同年6月開始）[23][24]。誘致には県の斡旋もあった。
- 1961年（昭和36年）3月12日 - 地区南部を通る県道上尾伊奈線（現埼玉県道323号上尾環状線、通称BS通り）が完成する[25]。
- 1967年（昭和42年）
  - 2月20日 - 浅間台土地区画整理事業の都市計画決定[26]。
  - 7月1日 - 大字中妻の一部が原新町の一部となる[10][27][28]。
- 1968年（昭和43年）
  - 3月30日 - 地内に花園幼稚園が開設（認可）される[29]。
  - 11月7日 - 上尾市立大石小学校の北側隣接地に立地していた上尾市立大石中学校が現在地（現中妻四丁目19）に移転する[30]。なお跡地は大石小学校の校地の一部となる。
- 1971年（昭和46年）8月7日 - 浅間台土地区画整理事業の完成により地番変更を実施、大字中妻、沖ノ上の各一部から中妻一・二丁目が成立する[8]。また、BS住宅（1963年7月落成）が立地する区域は中妻地区の飛地となる[25]。また、大字中妻の一部が浅間台の一部となる[10][11]。
- 1972年（昭和47年） 12月26日 - 鴨川土地区画整理事業の都市計画決定[26]。
- 1974年（昭和49年）11月 - 地内に鴨川緑道が完成する[31]。
- 1978年（昭和53年）6月 - 地内に浅間台第一公園（現、中妻第一公園）が造成され、開園する[32]。
- 1985年（昭和60年）10月2日 - 鴨川土地区画整理事業の完成により地番変更を実施、大字中妻、沖ノ上、井戸木、小泉の各一部から中妻三〜五丁目が成立する[11][33]。また、大字中妻の一部が井戸木および泉台の一部となる。
- 1988年（昭和63年）12月17日 - 地区内に北上尾駅とその西口駅前広場が開設される。
- 1989年（平成元年）5月1日 - 上尾市と桶川市との境界変更を実施、中妻五丁目の一部[注釈 3]を桶川市に編入し、桶川市朝日一〜三丁目、鴨川二丁目、若宮二丁目の各一部を上尾市側に編入する[34][35][36]。
- 1991年（平成3年）3月5日 - 原新町土地区画整理事業の都市計画決定[26]。
- 1997年（平成9年）4月1日 - BS住宅が立地する区画である中妻地区の飛地[37][注釈 4]が浅間台に編入される[25]。合併調印式が挙行される[25]。
- 2008年（平成20年）3月 - 北上尾駅西口の駅前広場（交通広場）の改修が完了する[38]。
- 2012年（平成24年）11月23日 - 原新町土地区画整理事業の完成により住居表示変更を実施、大字中妻（字久保）の一部が原新町に編入される[39]。

### 存在していた小字
- 久保[11][40][注釈 5]
- 宮前[注釈 6]
- 屋多利[注釈 7]
- 宮脇[注釈 8]
- 栗原
- 水神下
- 宮山
- 宮後・宮の後
- 芝崎
- 川向[11]
- 川西
- 原
- 谷
- 新井

※ 登記簿上は今もなお存在する小字を含む。

## 世帯数と人口
2019年（平成31年）1月1日現在（上尾市発表）の世帯数と人口は以下の通りである。大字中妻の居住は無かったが、宅地造成が行なわれ、戸建ての住宅やマンションが建設されるため、今後人口の増加が見込まれる。
| 丁目       | 世帯数    | 人口    |
| ---------- | --------- | ------- |
| 中妻一丁目 | 521世帯   | 1,075人 |
| 中妻二丁目 | 164世帯   | 373人   |
| 中妻三丁目 | 343世帯   | 856人   |
| 中妻四丁目 | 592世帯   | 1,472人 |
| 中妻五丁目 | 657世帯   | 1,721人 |
| 計         | 2,277世帯 | 5,497人 |

## 小・中学校の学区
市立小・中学校に通う場合、学区（校区）は以下の通りとなる。
| 大字・丁目 | 番地      | 小学校               | 中学校             |
| ---------- | --------- | -------------------- | ------------------ |
| 大字中妻   | 443 - 445 | 上尾市立中央小学校   | 上尾市立東中学校   |
| 中妻一丁目 | 全域      | 上尾市立大石北小学校 | 上尾市立大石中学校 |
| 中妻二丁目 | 全域      | 上尾市立大石北小学校 | 上尾市立大石中学校 |
| 中妻三丁目 | 全域      | 上尾市立大石北小学校 | 上尾市立大石中学校 |
| 中妻四丁目 | 全域      | 上尾市立大石北小学校 | 上尾市立大石中学校 |
| 中妻五丁目 | 全域      | 上尾市立大石北小学校 | 上尾市立大石中学校 |

## 事業所
2021年（令和3年）現在の経済センサス調査による事業所数と従業員数は以下の通りである。
| 大字・丁目 | 事業所数  | 従業員数 |
| ---------- | --------- | -------- |
| 大字中妻   | - 事業所  | - 人     |
| 中妻一丁目 | 57事業所  | 421人    |
| 中妻二丁目 | 38事業所  | 247人    |
| 中妻三丁目 | 46事業所  | 956人    |
| 中妻四丁目 | 25事業所  | 222人    |
| 中妻五丁目 | 27事業所  | 140人    |
| 計         | 193事業所 | 1,986人  |

## 交通
高崎線西側脇に平行する市道が地区東端の原新町との境界となっているため、北上尾駅の駅舎の一部が中妻に掛かる。最寄り駅までの距離は地域によって差があり、町域に当たる駅西口交通広場（西口駅前広場）とその周辺は至近距離にあるが、中妻四丁目22番地24号の地点ではおよそ 1.5 km離れている。なお、北上尾駅は原新町に立地する。

### 道路
- 埼玉県道323号上尾環状線（BS通り）
- 西宮下中妻線（並木通り）
- 富士見ヶ丘中妻線（浅間通り）
- 小泉中妻線[7] - 中妻五丁目交差点から東西方向の通り。桶川市側では「朝日イチョウ通り」と称され、街路樹も百日紅から文字通りイチョウの木に変わる。
- 北上尾西口線[7]（駅前通り） - 未整備。現道を幅員22メートルに南側に拡幅する計画がある。
- 神明ハナミズキ通り - 桶川市側の名称で、大字中妻で接する。

### バス
地区内には路線バスが無く、コミュニティバスのみの運行となっている。なお、過去に丸建自動車のけんちゃんバスが運行され、地内に「北上尾駅西口」、「北上尾駅入口」、「中妻3丁目東」、「中妻3丁目西」、「中妻4丁目西」、「中妻5丁目西」バス停留所が設置されている時期があった。また、旧中山道の（旧）上尾車庫より「久保」バス停留所（久保西交差点）を経由してBS通りを通り、大石支所を経由して県道を通り「小敷谷」に至る東武バスの路線バスが運行され、地内に「中妻」バス停留所などが設置されていた時期もあった。
上尾市コミュニティバス「ぐるっとくん」
- 大石桶川線
- 大石領家北上尾線

地区内は「北上尾駅西口」、「中妻一丁目」、「中妻二丁目」、「中妻三丁目」、「中妻四丁目」、「中妻五丁目」、「かえで公園入口」、「中妻三丁目北」バス停留所が設置されている。

## 地域
かつては村社の稲荷社のほか八幡社や八雲社（無格社）などが鎮座していたが、地内に神社は存在しない。旧大石村で村内にある神社の合祀が1907年（明治40年）に行なわれたためである。合祀先は小泉の氷川神社で、合祀後は八合神社に改称された。

### 町内会
- 中妻自治会[48]

### 公園
- 鴨川中央公園（近隣公園） - 指定緊急避難場所（地震・洪水・大規模な火事）に指定[49]。
- 鴨川緑道（都市緑地[50]）
- 中妻第一公園（街区公園） - 指定緊急避難場所（地震・洪水）指定。旧称「浅間台第一公園」[32]。
- 中妻第二公園（街区公園） - 指定緊急避難場所（地震・洪水）指定。旧称「浅間台第五公園」[注釈 9]。
- かえで公園（街区公園） - 指定緊急避難場所（地震・洪水）指定。
- 宮前公園（街区公園） - 指定緊急避難場所（地震・洪水）指定。

### 施設
- ブリヂストンサイクル本社
- 上尾市立大石中学校 - 指定緊急避難場所（地震・洪水）、指定一般避難所に指定。
- 花園幼稚園
- カオルキッズランド中妻園 - 保育施設[51]
- ヤマト運輸上尾中妻営業所
- 中妻記念会館
- 中妻公民館
- 寳蔵寺